# Tanie linie lotnicze

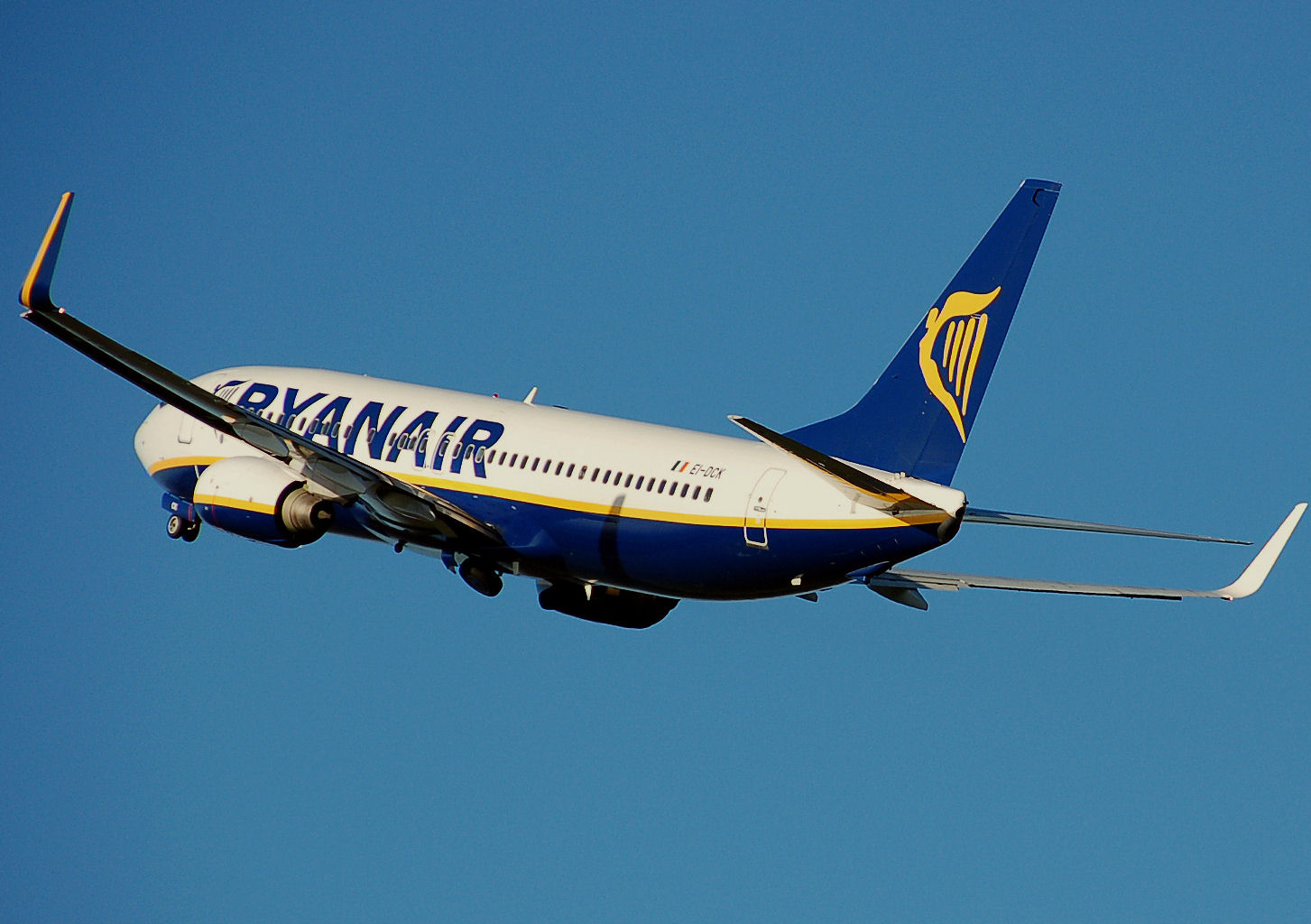
Ryanair, Boeing 737-8AS

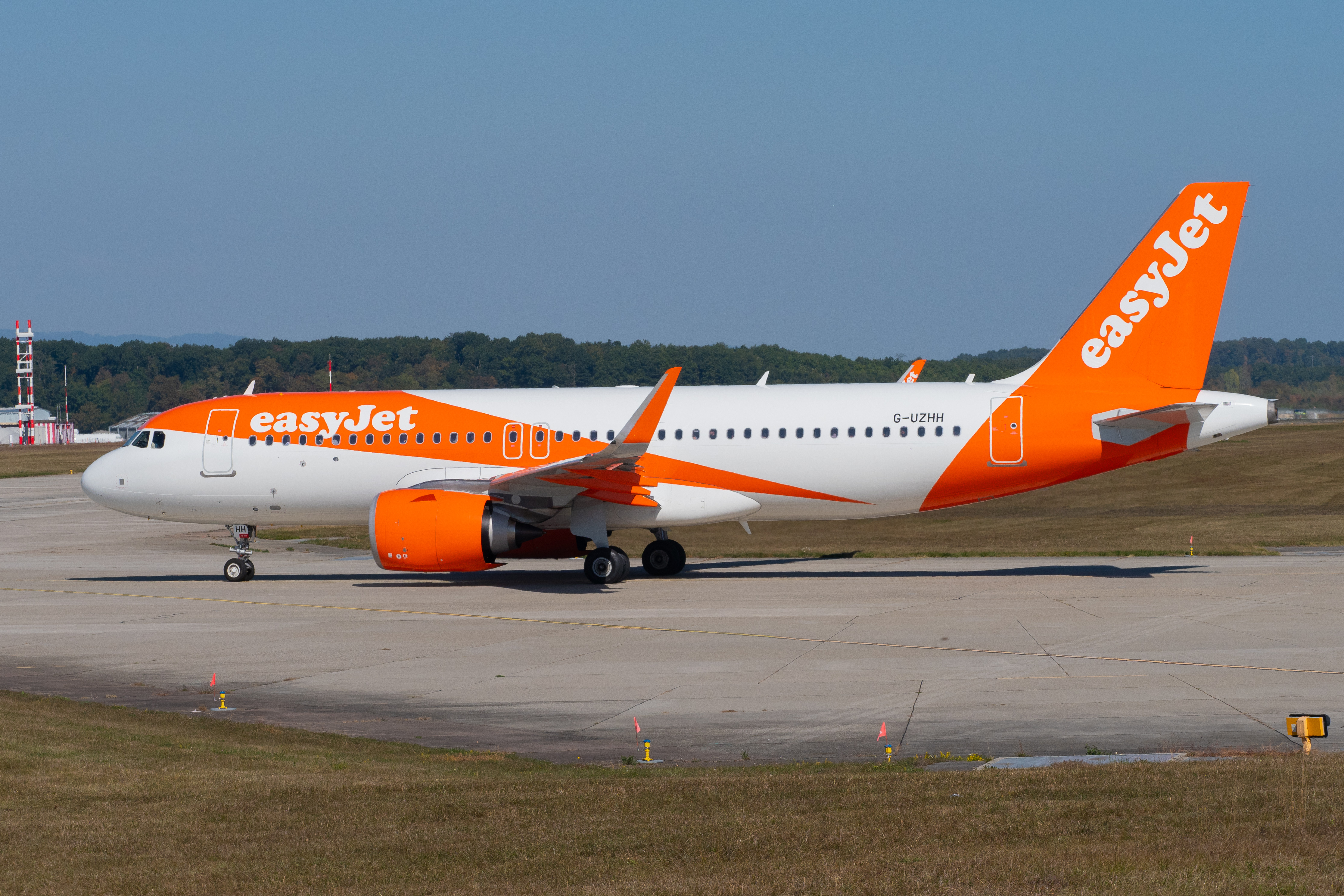
EasyJet, Airbus A320neo, Port lotniczy Genewa-Cointrin

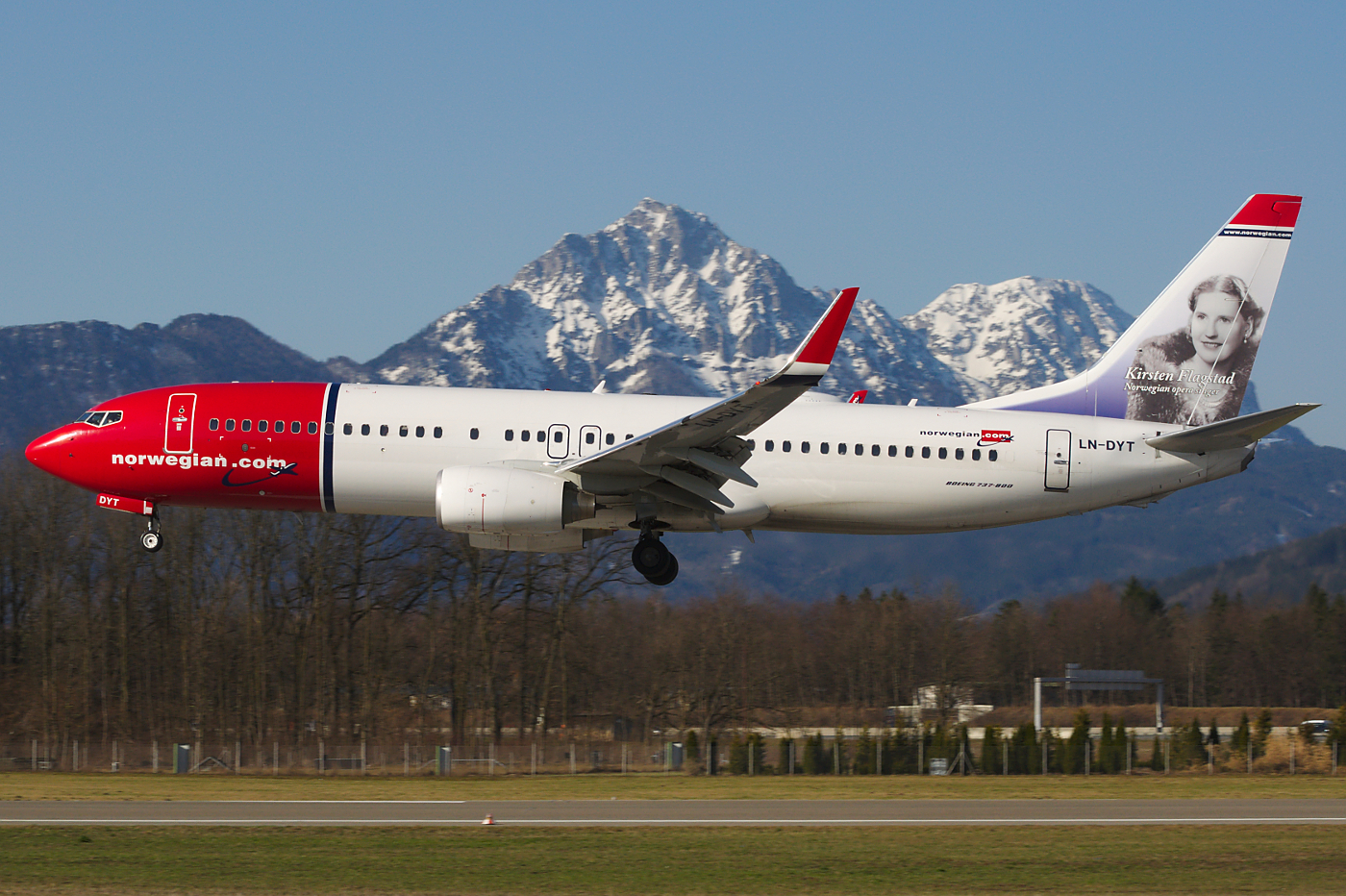
Norwegian, Boeing 737-800

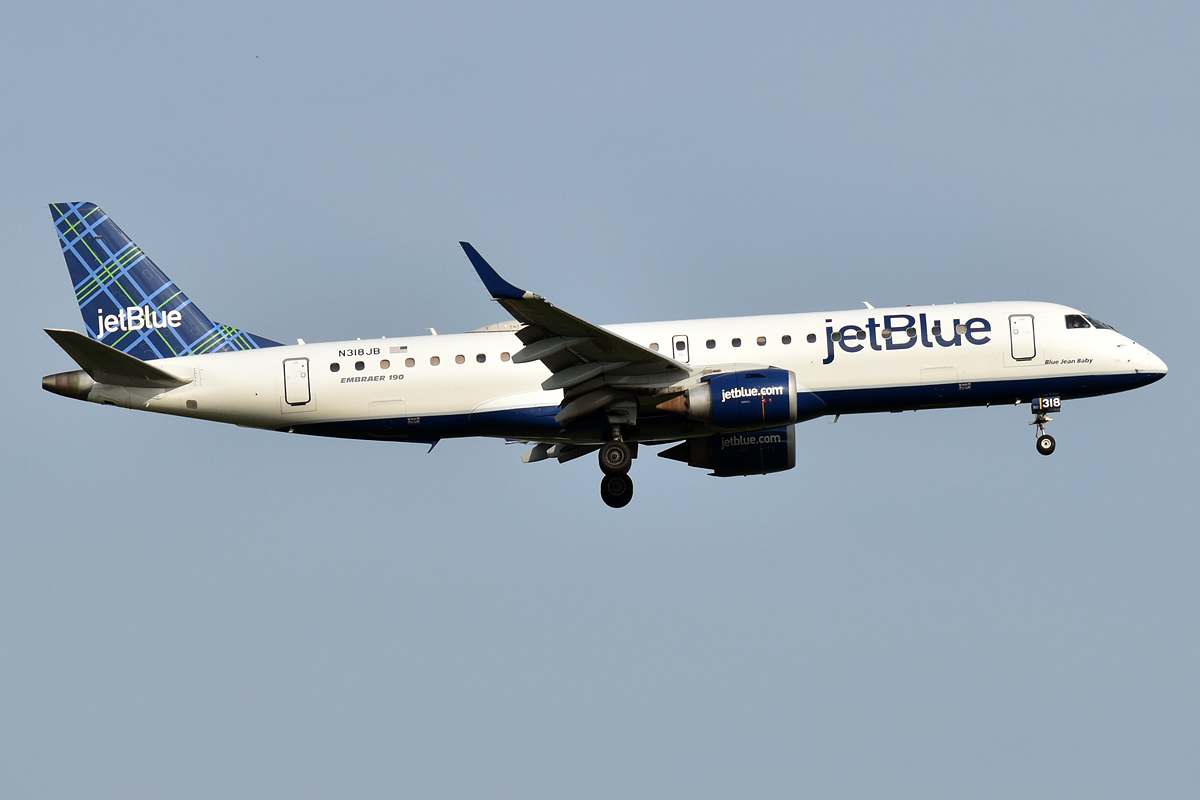
JetBlue Airways, Embraer 190

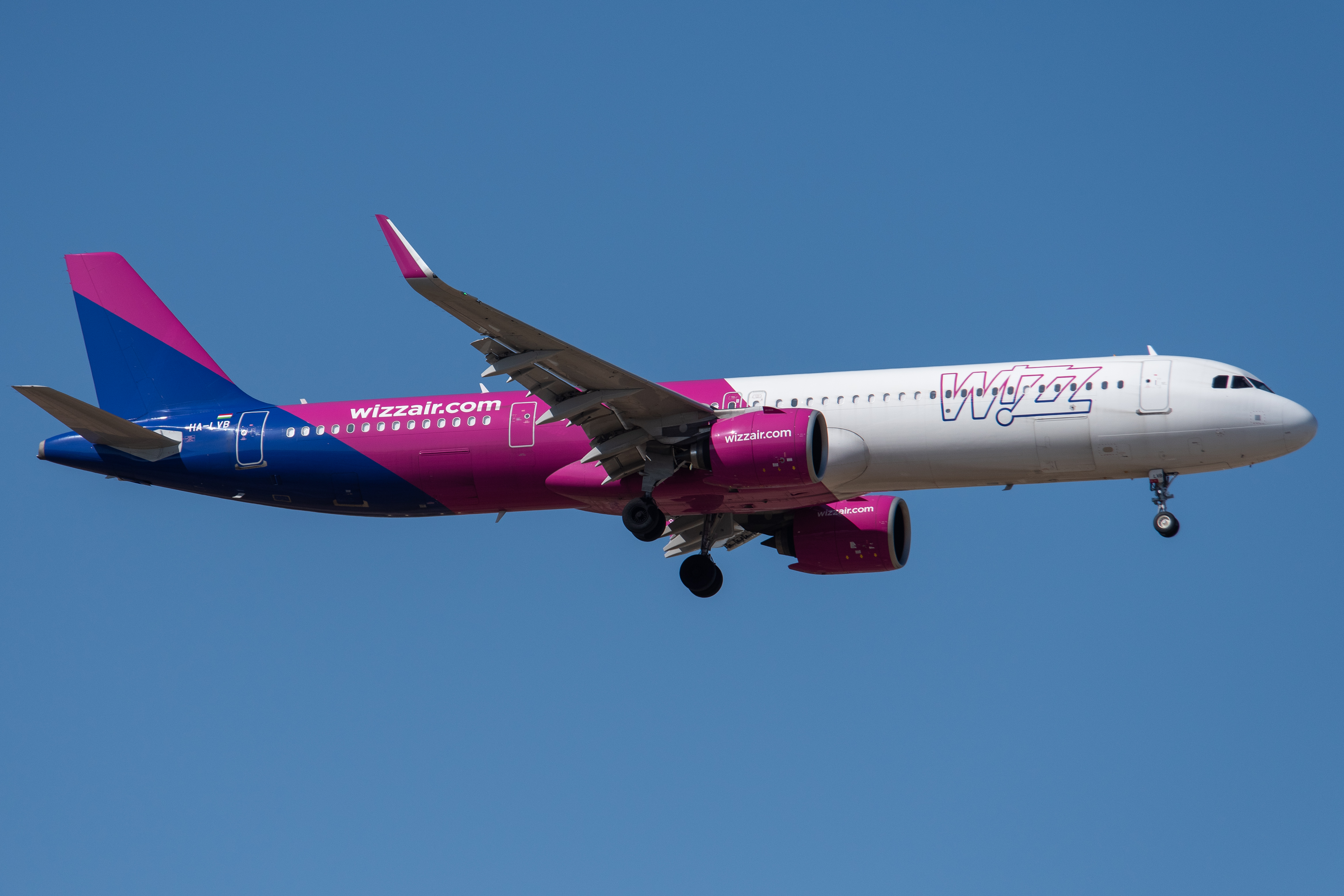
Wizz Air, Airbus A321neo

Tanie linie lotnicze (low cost carrier, LCC) – linie obsługiwane przez przewoźników niskobudżetowych (low cost) oferujących usługi przewozu lotniczego osób po cenach niższych niż tradycyjne linie lotnicze.

## Możliwości obniżania cen
Niższe koszty przewozu pasażerów są możliwe dzięki obniżeniu kosztów obsługi lotu poprzez korzystanie z tańszych w obsłudze lotnisk (często usytuowanych w sporej odległości od miasta docelowego) oraz zrezygnowaniu z wielu usług, zwyczajowo oferowanych w ramach opłat za przelot, takich jak bezpłatne posiłki i napoje na pokładzie, dostęp do gazet i radia oraz pełnej obsługi bagażu. Ponadto zmniejszono do niezbędnego wymaganego przepisami minimum liczbę członków personelu pokładowego, skrócono czas pobytu na lotnisku. Oszczędności uzyskano dzięki ujednoliceniu floty samolotów oraz znacznemu zagęszczeniu miejsc siedzących (mniejsze odstępy między rzędami foteli). Oszczędności uzyskano także dzięki wprowadzeniu na wielką skalę bezpośredniej sprzedaży biletów (głównie przez Internet i telefonicznie). Pozwoliło to znacząco obniżyć koszty dystrybucji biletów, m.in. dzięki pominięciu drogich pośredników – biur podróży.

## Strategie cenowe
Tanie linie lotnicze aktywnie korzystają ze strategii różnicowania cen. Niektóre z nich zmieniają ceny biletów nawet kilkukrotnie w ciągu jednego dnia. Uśrednione zmiany cen wykazują ogólną tendencję, że im mniej dni do wylotu, tym bilety są droższe. Bilety nie drożeją jednostajnie. Zdarzają się znaczne, ale krótkotrwałe, obniżki cen w ostatnich tygodniach poprzedzających lot. Jest to związane z kontrolą wskaźnika load factor, czyli ze staraniem sprzedania jak największej liczby dostępnych miejsc na pokładzie.

## Rentowność tanich linii lotniczych
Tanim przewoźnikom udało się obniżyć koszty działalności, w porównaniu do tradycyjnych linii lotniczych, do 60%. Mimo to nie wszystkim tanim przewoźnikom udaje się zarabiać. O ile np. Southwest Airlines i easyJet rokrocznie przynoszą ogromne zyski, to mniejsi konkurenci (m.in. SkyEurope) co roku przynoszą straty. Straty w tym sektorze mogą przynosić również wielcy przewoźnicy, w 2008 r. po raz pierwszy w historii straty przyniósł Ryanair.

## Zmiany w tradycyjnym lotnictwie pasażerskim
Ważnym efektem działalności tanich linii lotniczych jest zwiększenie konkurencyjności na tradycyjnie oligopolistycznym rynku przewozów lotniczych. Wskutek zwiększonej konkurencji także tradycyjni przewoźnicy zaczęli reformować swoją działalność: szukać oszczędności, przygotowywać ciekawsze oferty dla klientów.

## Tanie linie lotnicze w Polsce
- Air Polonia – zakończyła działalność 5 grudnia 2004
- SkyEurope – ostatnie loty odbyły się 6 kwietnia 2008 roku[4]
- Centralwings – zakończyły działalność 7 października 2008 (ich samoloty przejęły LOT Charters)
- Direct Fly – zawiesiły działalność 7 maja 2007
- OLT Express – zawiesiły działalność 27 lipca 2012
- Ryanair
- Wizz Air
- easyJet
- Norwegian
- Jet2